# Helena Michnik

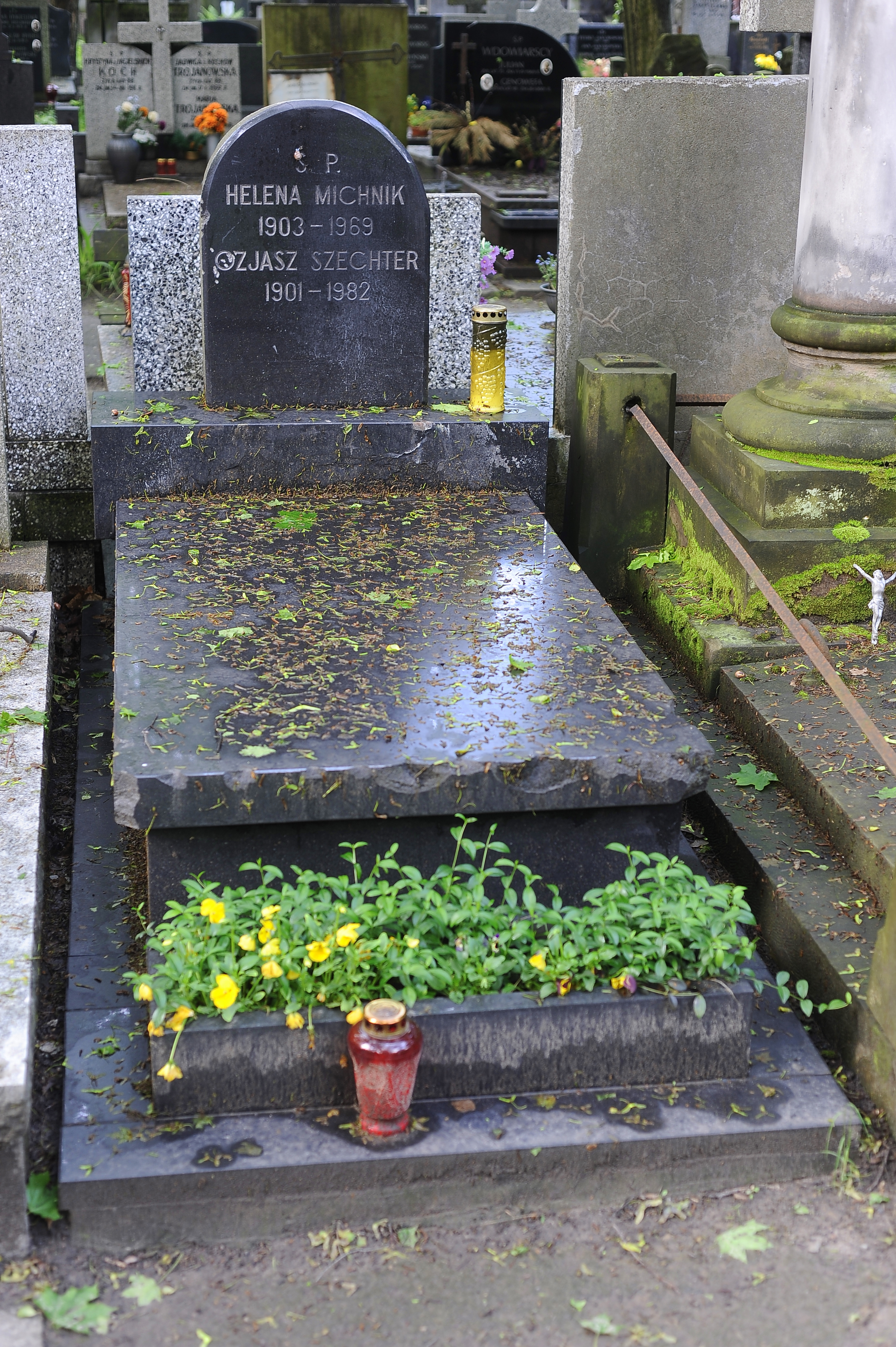
Grób Heleny Michnik na cmentarzu Powązkowskim w Warszawie

Helena Michnik, pierwotnie Hinde Michnik, później Hinda Michnik-Rosenbusch (ur. 19 lipca 1903 w Krakowie, zm. 4 grudnia 1969) – polska historyk narodowości żydowskiej, nauczycielka i działaczka ruchu komunistycznego, członkini Polskiej Zjednoczonej Partii Robotniczej.

## Życiorys
Urodziła się i wychowała w rodzinie polskich Żydów w Krakowie – była córką Hirscha Michnika i Pesel Dobrejs Dobrys z domu Grünwald. Na Uniwersytecie Jagiellońskim ukończyła historię i filologię klasyczną; doktorat z historii uzyskała w 1926. Po studiach pracowała jako nauczycielka w Państwowym Gimnazjum im. Króla Władysława Jagiełły w Drohobyczu (od 1928 jako kandydatka stanu nauczycielskiego na stanowisku praktykantki).
Działała w Związku Niezależnej Młodzieży Socjalistycznej „Życie”, Komunistycznej Partii Zachodniej Ukrainy i Komunistycznej Partii Polski. Była współorganizatorką komunistycznej Wszechzwiązkowej Organizacji Pionierskiej imienia W.I. Lenina w Polsce.
Od około 1936 żyła w związku z poznanym we Lwowie Ozjaszem Szechterem. Wspólnie wychowywali jego syna z wcześniejszego małżeństwa z Sabiną Chatz – Jerzego oraz syna Hinde Michnik z wcześniejszego związku z Samuelem Rosenbuschem – Stefana. Matka Adama Michnika (ur. 1946), któremu nadano jej nazwisko ze względu na nieślubny związek z Ozjaszem Szechterem.
W 1939 znalazła się na terenie wcielonym po napaści do ZSRR. Po ataku Niemiec na ZSRR w czerwcu 1941, wraz z O. Szechterem i dziećmi, uciekła w głąb ZSRR i zamieszkała w Kotlinie Fergańskiej. W Namanganie została nauczycielką w szkole dla uchodźców polskich. Po rozpoczętej pod koniec 1942 wędrówce z Armią Andersa przez Azję Środkową, Irak, Iran i Palestynę razem z synami dotarła do Europy Zachodniej, skąd wróciła do Polski pod koniec 1945. Wykładała w szkole Korpusu Bezpieczeństwa Wewnętrznego podległego Ministerstwu Bezpieczeństwa Publicznego. Później była nauczycielką historii i autorką podręczników szkolnych (Historia Polski do roku 1795 napisana z Ludwiką Mosler; 11 wydań na przełomie lat 50. i 60. XX w.).
Na przełomie lat 50. i 60.  pełniła funkcję dyrektora sieci Klubów Międzynarodowej Prasy i Książki.
Zmarła w 1969 na atak serca; została pochowana na cmentarzu Powązkowskim (kwatera 249, rząd 5, grób 8).

## Wybrane publikacje
- Historia: komentarz metodyczny dla kl. 9 korespondencyjnego liceum ogólnokształcącego do podręcznika E. Kosminski „Historia wieków średnich” i A. W. Jefimow „Historia nowożytna”, Warszawa: Państwowe Zakłady Wydawnictw Szkolnych 1955.
- Marks i Engels o Polsce: zbiór materiałów w dwóch tomach, Warszawa: „Książka i Wiedza” 1960.
- Fryderyk Engels, Teoria przemocy: rola przemocy i ekonomiki przy tworzeniu nowej Rzeszy Niemieckiej, tł. Kazimierz Piesowicz, red. i do dr. przygotowali Jerzy Rudzki i Helena Michnik, Warszawa: „Książka i Wiedza” 1961.
- (współautor: Ludwika Mosler), Historia Polski do roku 1795, Warszawa: Państwowe Zakłady Wydawnictw Szkolnych 1956 (wiele wydań).
- (oprac. wraz ze Stefanem Bergmanem), Karol Marks, Przyczynki do historii kwestii polskiej. Rękopisy z lat 1863–1864, Warszawa: „Książka i Wiedza” 1971.